# Egbert von Trier

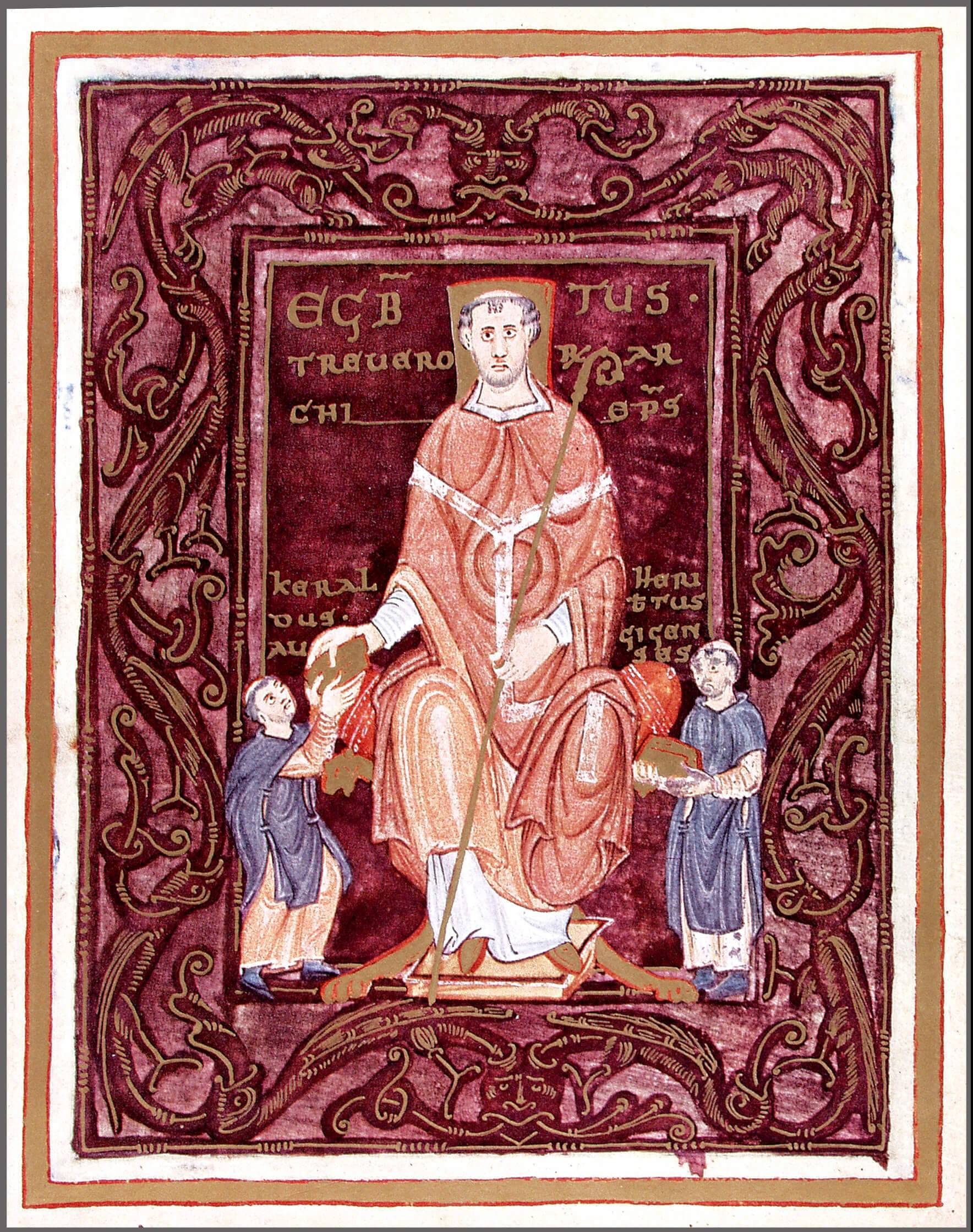
Fol. 2r des Codex Egberti: Der thronende Erzbischof Egbert von Trier empfängt den Codex von den Reichenauer Mönchen Kerald und Heribert

Egbert von Trier (auch Egbert, Graf von Holland; * um 950; † 8. Dezember 993) war von 977 bis 993 Erzbischof von Trier.
Egberts Eltern waren Graf Dietrich II. von Holland und Hildegard von Flandern, Tochter von Graf Arnulf I. von Flandern. Nach seiner Ausbildung im Kloster Egmond wurde er 976 Kanzler von Otto II. Dieser setzte ihn 977 als Erzbischof von Trier ein, er sollte in diesem Amt die Interessen des ottonischen Reiches sichern. 983 nahm Egbert auf einen Hoftag in Verona teil. 984 schloss er sich Heinrich dem Zänker an, unterwarf sich jedoch 985 wieder der Reichsgewalt.
Er ist als Förderer der Wissenschaft und Kunst bekannt. Unter Egbert bestand in Trier, vermutlich im Kloster St. Maximin, ein sehr produktives Skriptorium, unter dessen Kräften sich mit dem sogenannten Meister des Registrum Gregorii einer der herausragendsten Buchmaler der ottonischen Buchmalerei befand. In Zusammenarbeit mit diesem Skriptorium entstand für Egbert durch Reichenauer Buchmaler der Codex Egberti, ein Evangelistar, das Egbert der Abtei St. Paulin in Trier schenkte (Stadtbibliothek Trier, Ms. 24). Für Egbert wurde auch der so genannte Egbert-Psalter hergestellt (Cividale, Museo Archeologico Nazionale, Cod. 136). Nach Egbert ist auch die sogenannte Egbert-Werkstatt benannt, die als eine der bedeutendsten Goldschmiede-Werkstätten der ottonischen Zeit gilt und besonders für ihre Emails bekannt ist. Hauptwerke sind der auch als Egbert-Schrein bezeichnete Andreas-Tragaltar im Trierer Domschatz, der Petrusstab, heute im Limburger Domschatz, und der Einband des Codex aureus Epternacensis (heute im Germanischen Nationalmuseum). Aus der Egbert-Werkstatt, die auch auf Bestellung anderer Fürsten arbeitete, wie aus Briefen bekannt ist, die Gerbert von Aurillac als Sekretär Bischof Adalbero von Reims an Egbert schrieb, stammen auch die Emails das Essener Otto-Mathilden-Kreuz sowie der Goldenen Madonna. Weiter werden ihr der Berliner Rahmen und das Servatius-Kreuz zugeschrieben, wobei diese beiden Werke strittig sind. Da keine Arbeiten der Egbert-Werkstatt nach Egberts Tod entstanden, nimmt die Forschung an, dass die Essener Äbtissin Mathilde nach Egberts Tod die Handwerker nach Essen holte, wo wenig später mit den Emails des verlorenen Marsus-Schreines und des Kreuzes mit den großen Senkschmelzen eine Emailproduktion nachweisbar ist.
Der katholische Studentenverein Egbert im KV zu Trier hat sich nach dem Bischof benannt und beruft sich auf seine Rolle als Förderer von Kunst und Wissenschaft.